# MetroJet (empresa aérea dos Estados Unidos)
A MetroJet foi uma empresa aérea com sede em Arlington no estado da Virgínia, nos Estados Unidos, sendo uma divisão de baixo custo da US Airways, foi fundada em 1998 e encerrou suas atividades em 2001, logo após os ataques de 11 de setembro.

## Frota

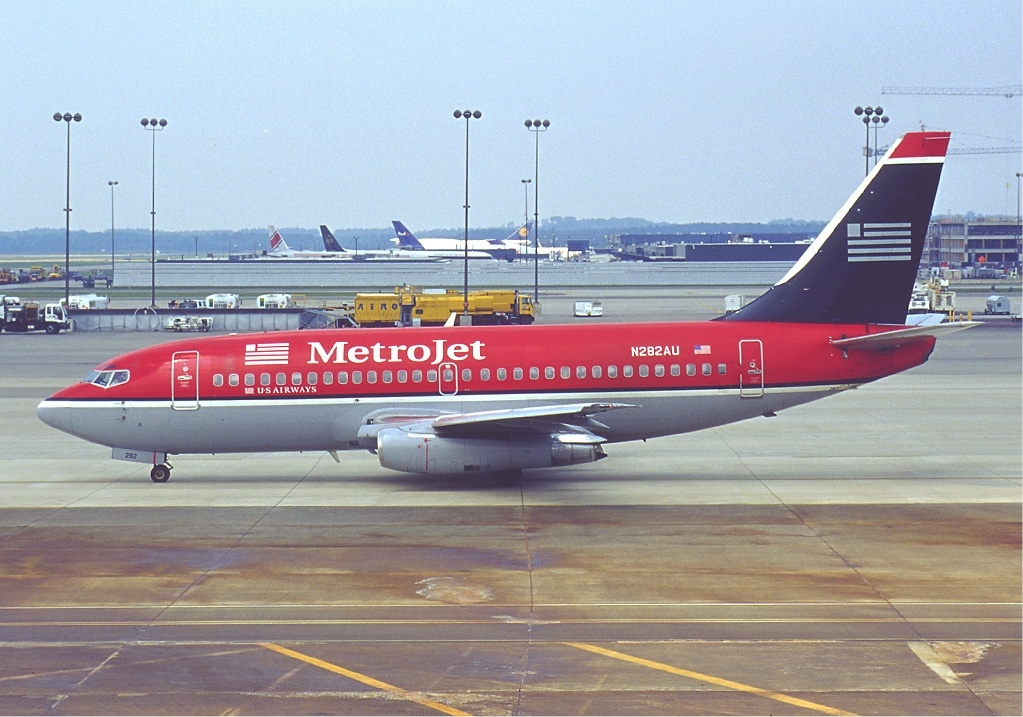
Boeing 737-200 da MetroJet.

Durante toda a sua vida, a empresa operou com a seguinte frota:
- Boeing 737-200: 49